# A próxima vítima
 (срп. Наредна жртва) бразилска је теленовела, продукцијске куће Реде Глобо, снимана 1995.

## Синопсис
Прича почиње убиством службеника Паула Соареса. Након што је примио важну вест, излази из канцеларије и на улици бива прегажен. Међутим, полиција сматра да је реч о несрећи и затвара случај.
Паралелно са тим, пратимо причу Ане Карваљо која је током двадесет година љубавница Марсела Росија, са којим има троје деце. Она је снажна и марљива жена, власница је једне италијанске кантине у једном насељу у Сао Паулу.
Марсело је преварант и манипулатор. Ожењен је старијом женом, богатом Франческом Ферето због новца, а са друге стране има тајну везу са њеном сестричином, младом, бескрупулозном и ватреном Исабелом Ферето, иако одржава везу са Аном. Исабела је вереница богатог Дијега Буена, који не зна каква је она заправо.
У огромној вили Феретових живе и Франческине сестре Филомена са мужем Елисеом и Кармела, Исабелина мајка. Филомена је глава породице и контролише породични бизнис. Доминантна је, контролише све, па и свог супруга који је понизан пред њом и испуњава све њене наредбе.
Кармела, млађа сестра, амбициозна је и очајна зато што је муж оставио, у својој ћерки Исабели види прилику да се преко ње ситуира и нађе своју позицију у друштву. Убрзо, Кармела уточиште налази у Адријану, младом дечку у кога се заљубљује.
Франческа сазнаје за Марселов двоструки живот и рањава га приликом свађе, али Марсело даје исказ да се случајно ранио док је чистио пиштољ. Филомена, забринута за сестрино здравље, одлучује да пошаље Марсела и Ану у Италију на пут, тражећи од њега да прекине све везе са њом на путовању.
Међутим, Франческа сазнаје да су Марсело и Ана на путу и креће на аеродром у пратњи Кармеле и Исабеле, где се налази са адвокатом Хелиом Рибеиром. На сестрино зачуђење, они се познају, чак делују као блиски пријатељи. Убрзо стиже вест да су Хелио и Франческа отровани, а потом и умиру.
Након неког времена, почиње серија убистава, наизглед неповезаних и без икаквих мотива. Хелиова ћерка и студенткиња права, Ирене, почиње да истражује очеву смрт и долази до сазнања да су убиства повезана кинеским хороскопом у коме је исписан датум рођења свих седам потенцијалних жртава. Тако ће Ирене покушати да открије не само убицу, него и наредну жртву…

## Улоге
| Глумац:                 | Улога:                          |
| ----------------------- | ------------------------------- |
| Жозе Вилкер             | Марсело Роси                    |
| Сузана Вијеира          | Ана Карваљо                     |
| Тони Рамос              | Жозе Карлос Жука Местијери      |
| Клаудија Охана          | Исабела Ферето Васконселос      |
| Араси Балабанијан       | Филомена Фило"" Ферето Ђардини  |
| Тереза Рејчел           | Франческа Ческа Ферето Роси     |
| Ђанфранческо Гварнијери | Елизео Ђардини                  |
| Наталија до Вале        | Елена Брага Рибејро             |
| Лима Дуарте             | Жозе Зе Болаша Местијери        |
| Вивијане Пасмантер      | Ирене Брага Рибејро             |
| Маркос Фрота            | Дијего Буено                    |
| Пауло Бети              | Олаво Родригес де Мело          |
| Вера Олц                | Китерија Безера                 |
| Сесил Тире              | Адалберто Васконселос           |
| Јона Магаљаес           | Кармела Кака Ферето Васконселос |
| Нисете Бруно            | Нина Ђовани                     |
| Флавио Миљачио          | Виторио Витињо Ђовани           |
| Розамарија Муртињо      | Романа Ферето                   |
| Отавио Аугусто          | Улисес Карваљо                  |
| Вера Жименез            | Андреја Барселос                |
| Алешандре Боржес        | Бруно Бионди                    |
| Зезе Мота               | Фатима Нороња                   |
| Антонио Питанга         | Клебер Нороња                   |